# 東北方面輸送隊
東北方面輸送隊（とうほくほうめんゆそうたい）は、陸上自衛隊霞目駐屯地（宮城県仙台市若林区）に駐屯する東北方面後方支援隊隷下の輸送科部隊である。

## 概要
隊長は、1等陸佐（二）が充てられ、方面隊全般の車両輸送支援（師団・旅団輸送隊でカバーできない部分や、方面隊直轄部隊の輸送支援）および民生活動等を主任務としてる。平成17年度末の後方支援体制変換に伴い東北方面武器隊と統合、東北方面後方支援隊隷下部隊として再編され運用している。新編時は、主に重車両の輸送や当時車両化されていなかった普通科部隊等の輸送支援を主な任務としていた。

## 沿革
第309輸送中隊
- 1958年（昭和33年）
  - 6月25日：第309輸送中隊が立川駐屯地において編成完結。
  - 7月3日：第309輸送中隊が立川駐屯地から霞目駐屯地に移駐。
- 1960年（昭和35年）1月14日：東北方面隊に編合。

東北方面輸送隊
- 1976年（昭和51年）3月25日：第309輸送中隊を母体として東北方面輸送隊が霞目駐屯地において編成完結[1]。

東北方面後方支援隊東北方面輸送隊
- 2006年（平成18年）3月27日：部隊改編等。

1. 東北方面後方支援隊の新編に伴い、同隊に編合。
2. 第105輸送業務隊を新編し、隊本部・輸送処理班を霞目駐屯地に配置。
3. 第1端末地業務班を岩手駐屯地に配置。
4. 第2端末地業務班を八戸駐屯地に配置。
5. 第3端末地業務班を神町駐屯地に配置。

- 2018年（平成30年）3月26日：第105輸送業務隊を廃止（陸上自衛隊中央輸送隊隷下の第2方面分遣隊に改編）。

## 部隊編成
- 東北方面輸送隊本部
- 東北方面輸送隊本部付隊「東北方輸-本」
- 第309輸送中隊「309輸」：74式特大型トラック
- 第302輸送隊「302輸隊」：73式特大型セミトレーラ

## 主要幹部
| 官職名                              | 階級    | 氏名     | 補職発令日     | 前職                                                  |
| ----------------------------------- | ------- | -------- | -------------- | ----------------------------------------------------- |
| 東北方面後方支援隊 東北方面輸送隊長 | 1等陸佐 | 今井孝夫 | 2024年12月20日 | 陸上幕僚監部装備計画部装備計画課 輸送室道路・航空班長 |

| 代 | 氏名                 | 在職期間                        | 前職                                                                          | 後職                                     |
| -- | -------------------- | ------------------------------- | ----------------------------------------------------------------------------- | ---------------------------------------- |
| 01 | 植木昌美 （2等陸佐） | 1976年03月25日 - 1978年03月15日 | 霞目駐屯地業務隊付                                                            | 陸上自衛隊輸送学校勤務                   |
| 02 | 後藤文男 （2等陸佐） | 1978年03月16日 - 1979年07月31日 | 陸上自衛隊輸送学校勤務                                                        | 北部方面輸送隊長                         |
| 03 | 西田信雄             | 1979年08月01日 - 1981年07月31日 | 陸上幕僚監部装備部管理・輸送課 輸送室道路・航空班長 →1981年7月1日 1等陸佐昇任 | 陸上幕僚監部装備部輸送課 道路・航空班長  |
| 04 | 田村幸雄             | 1981年08月01日 - 1984年03月15日 | 中部方面輸送隊長 兼 豊中分とん地司令                                          | 陸上自衛隊輸送学校研究員                 |
| 05 | 小橋正美             | 1984年03月16日 - 1985年08月07日 | 北部方面総監部総務部法務課長                                                  | 陸上幕僚監部監理部法務課法務班長         |
| 06 | 長澤宏治             | 1985年08月08日 - 1987年07月31日 | 陸上自衛隊中央輸送業務隊副隊長                                                | 東部方面総監部勤務                       |
| 07 | 森光克彦             | 1987年08月01日 - 1989年07月31日 | 陸上幕僚監部装備部輸送課総括班長                                              | 陸上自衛隊輸送学校研究部長               |
| 08 | 西村寛之             | 1989年08月01日 - 1991年07月31日 | 陸上幕僚監部装備部輸送課総括班長                                              | 東部方面輸送隊長                         |
| 09 | 鶴田英嗣             | 1991年08月01日 - 1993年07月31日 | 陸上幕僚監部装備部輸送課 道路・航空班長                                       | 陸上自衛隊輸送学校教育部長               |
| 10 | 樋口謙二             | 1993年08月01日 - 1996年07月31日 | 陸上自衛隊中央輸送業務隊勤務 →1995年7月1日 1等陸佐昇任                        | 陸上自衛隊輸送学校総務課長               |
| 11 | 清原正之             | 1996年08月01日 - 1999年03月22日 | 陸上自衛隊中央輸送業務隊勤務 →1999年1月1日 1等陸佐昇任                        | 陸上自衛隊中央輸送業務隊副隊長           |
| 12 | 近松繁               | 1999年03月23日 - 2000年07月31日 | 陸上幕僚監部装備部輸送課 道路・航空班長 →1999年7月1日 1等陸佐昇任             | 陸上自衛隊輸送学校研究部長               |
| 13 | 菅野淳               | 2000年08月01日 - 2003年03月26日 | 中部方面総監部装備部後方運用課長                                              | 東北方面総監部付 →2003年6月18日 定年退職 |
| 14 | 角賢徳               | 2003年03月27日 - 2005年03月22日 | 陸上幕僚監部装備部輸送課 鉄道・船舶班長                                       | 陸上自衛隊輸送学校総務課長               |
| 末 | 小田修身             | 2005年03月23日 - 2006年03月26日 | 陸上自衛隊中央輸送業務隊副隊長                                                | 東北方面後方支援隊 東北方面輸送隊長      |

| 代 | 氏名     | 在職期間                        | 前職                                                  | 後職                                         |
| -- | -------- | ------------------------------- | ----------------------------------------------------- | -------------------------------------------- |
| 01 | 小田修身 | 2006年03月27日 - 2008年07月31日 | 東北方面輸送隊長                                      | 北部方面後方支援隊 北部方面輸送隊長          |
| 02 | 馬場邦夫 | 2008年08月01日 - 2009年07月31日 | 陸上幕僚監部運用支援・情報部 情報課武官業務班長       | 陸上自衛隊中央輸送業務隊長 兼 横浜駐屯地司令 |
| 03 | 有明忠文 | 2009年08月01日 - 2011年08月04日 | 陸上自衛隊輸送学校教育部長                            | 北部方面後方支援隊 北部方面輸送隊長          |
| 04 | 徳永幸三 | 2011年08月05日 - 2013年03月22日 | 陸上自衛隊研究本部研究員                              | 陸上自衛隊輸送学校勤務                       |
| 05 | 冨田浩司 | 2013年03月23日 - 2015年07月31日 | 陸上幕僚監部装備部装備計画課勤務                      | 陸上自衛隊輸送学校教育部長                   |
| 06 | 小島一男 | 2015年08月01日 - 2018年03月22日 | 東北方面後方支援隊勤務                                | 陸上幕僚監部装備計画部装備計画課勤務         |
| 07 | 辻本直博 | 2018年03月23日 - 2021年07月31日 | 中部方面総監部人事部募集課長                          | 陸上自衛隊輸送学校研究部長                   |
| 08 | 冨永敦   | 2021年08月01日 - 2022年07月31日 | 陸上自衛隊輸送学校                                    | 統合幕僚学校勤務                             |
| 09 | 笹川豊秀 | 2022年08月01日 - 2024年12月19日 | 陸上幕僚監部装備計画部装備計画課勤務                  | 東北方面総監部人事部厚生課長                 |
| 10 | 今井孝夫 | 2024年12月20日 -                | 陸上幕僚監部装備計画部装備計画課 輸送室道路・航空班長 |                                              |

## 廃止部隊
- 2018年（平成30年）3月26日廃止
  - 第105輸送業務隊：陸上自衛隊中央輸送隊隷下の第2方面分遣隊に改編。